# Venetiaanse glaspen

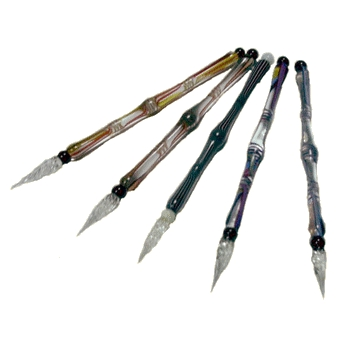
Venetiaanse glaspennen

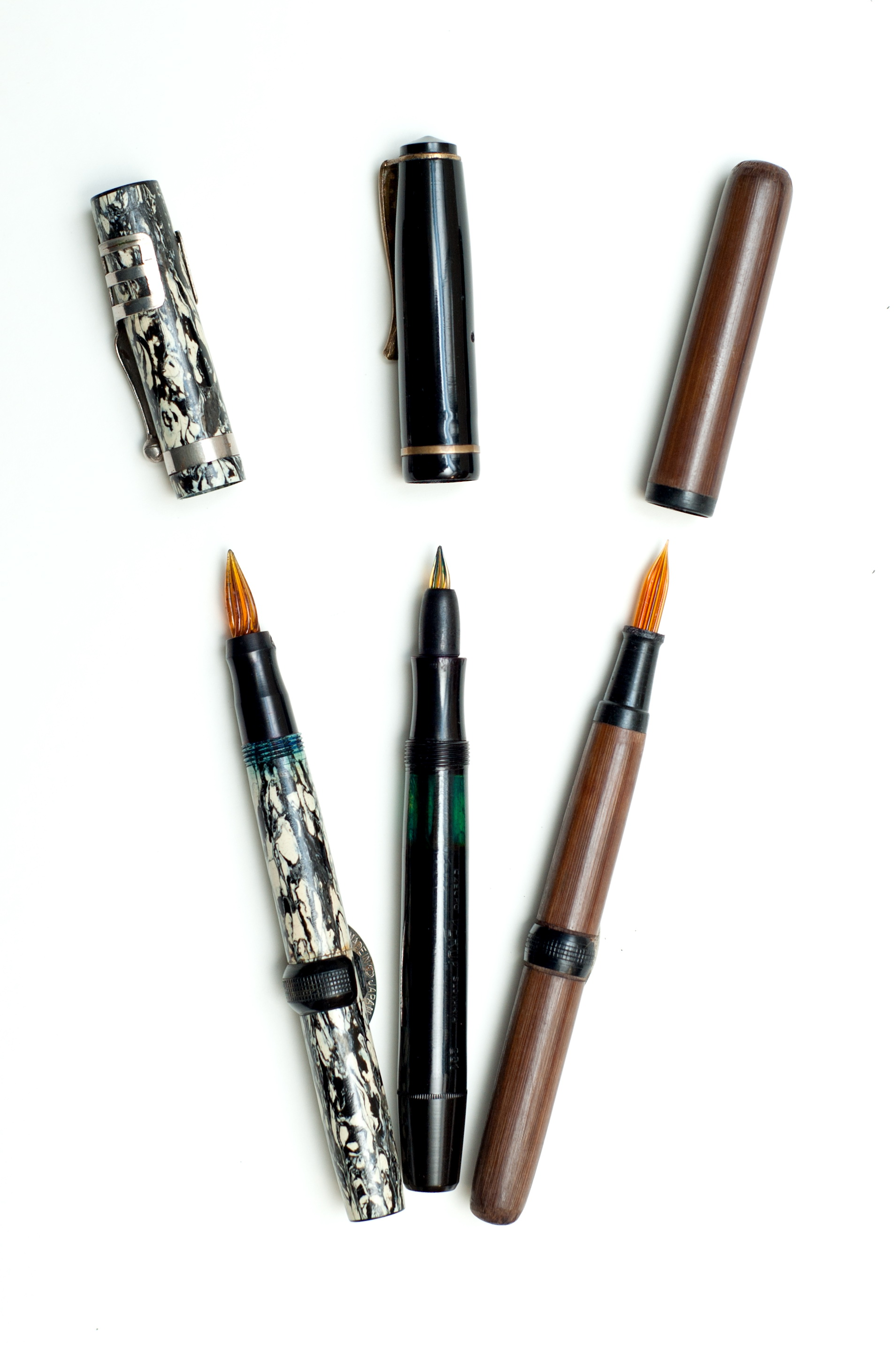
Pennen met glazen penpunt

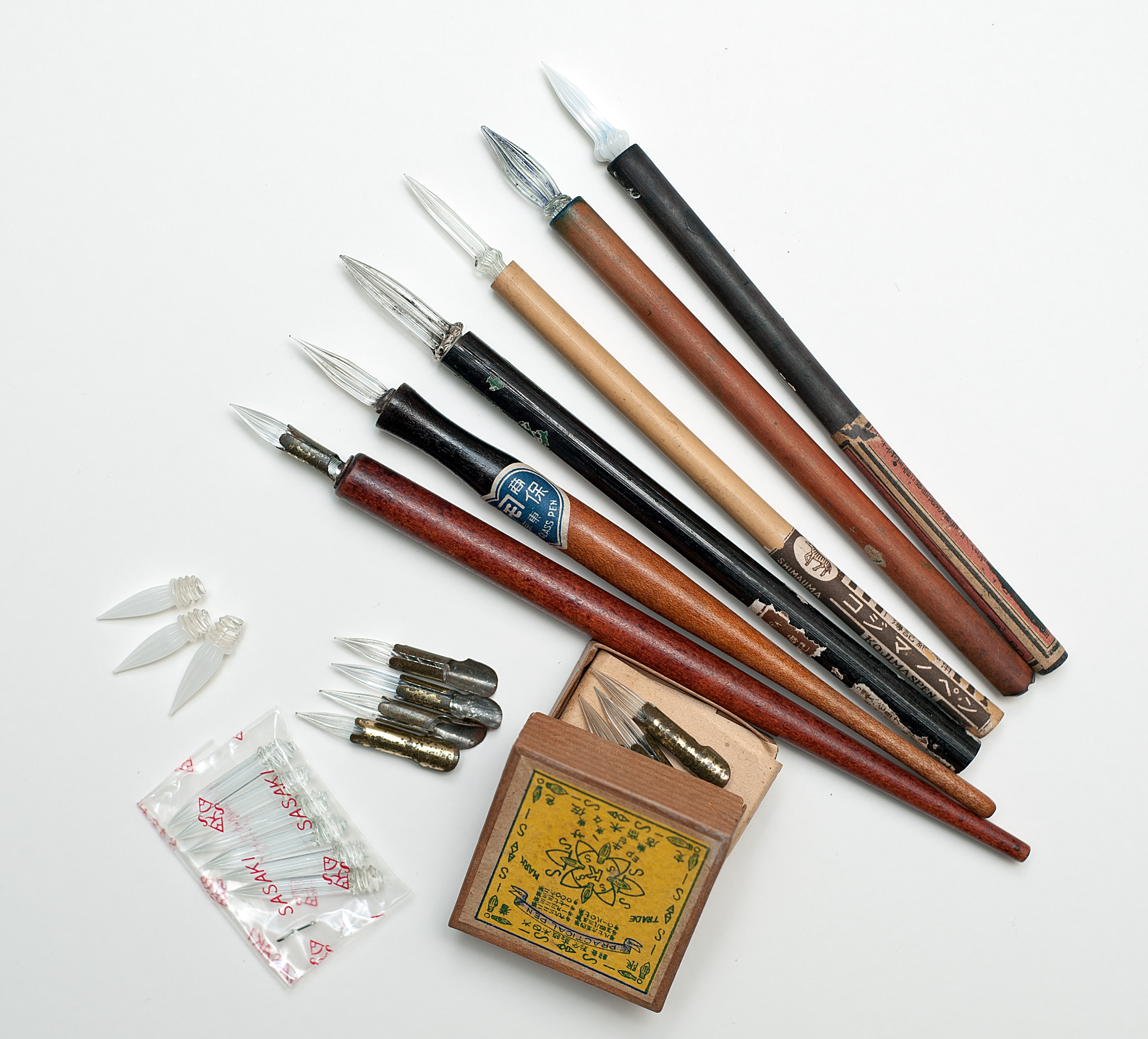
Glaspennen met met houten of bamboe handvatten

De Venetiaanse glaspen of de glazen dip pen is een schrijf- en tekeninstrument. De pen bestaat uit een glazen penpunt en vaak een eveneens glazen handvat. De penpunt en het handvat zijn heden ten dage meestal uit één stuk gemaakt. Voor het schrijven wordt een gekleurde vloeistof gebruikt, over het algemeen inkt.

## Geschiedenis
Tot in de 18e eeuw, tijdens de expansie van de handel en de ontwikkeling van de kunsten, werden herhaaldelijk pogingen gedaan om glazen pennen te produceren. Er was een enorme economische druk om duurzame schrijfinstrumenten te ontwikkelen. Er wordt geschat dat Duitsland aan het begin van de 19e eeuw ongeveer 50 miljoen ganzenveren per jaar verbruikte. Groot-Brittannië importeerde ongeveer 27 miljoen veren per jaar uit Sint-Petersburg. De ganzenveren waren niet lang bruikbaar. Toen verbruikte een kopiist ongeveer vijf ganzenveren per dag.
Glasblazers uit de VS, Duitsland en Japan  probeerden daarom dunne glazen staafjes met puntige facetten te vervaardigen waarin de inkt kon worden vastgehouden. Aangezien deze echter nog steeds te breekbaar waren in vergelijk met de hoge productiekosten, boden ze geen serieus alternatief voor de ganzenveer. Zelfs de geringe slijtage tijdens het schrijven en de mogelijkheid om op hout, papier, leer en dergelijke te schrijven boden niet voldoende voordeel om de glaspen grootschalig te gebruiken. Glasblazers in Duitsland slaagden er echter in om zowel de breeksterkte als de cohesieve en capillaire kracht te verbeteren, zodat de glaspen langzaam begon zich als schrijfinstrument te vestigen.
In 1902 ontwikkelde Sadajiro Sasaki (1868-1912) in Japan een glaspen, die aanvankelijk nog met een bamboe handvat werd verkocht. Deze werden vervolgens op grote schaal door Sase Industry Co, Ltd (Japans 佐瀬工業所 Sase Kogyosho) geproduceerd, een bedrijf opgericht door een leerling van Sadajiro Sasaki. Isamu Sase (1926-1989), een latere eigenaar van het bedrijf, ontwikkelde de productie van glaspennen verder en liet ze uit één stuk met een glazen handvat vervaardigen. 
Ook Franse, Amerikaanse en Duitse fabrikanten plaatsten glazen punten in houten handvatten. In de 19e eeuw werd de glaspen gebruikt voor het markeren van stoffen in de textielindustrie in de VS.  In de jaren 1920 werd de glaspen weer populair onder de Amerikaanse bevolking. Daarna beleefde het een renaissance tijdens de schaarste-economie van de twee wereldoorlogen. 
Het gebruik van glaspennen nam echter al snel weer af toen de metalen penpunten die op dat moment populair werden, steeds beter werden. De kwaliteit van de metalen penpunten kon voortdurend worden verbeterd, terwijl de productiekosten steeds lager werden. Hierdoor werden metalen penpunten uiteindelijk goedkoper dan ganzenveren en glaspennen. Bovendien waren ze robuust en hadden ze weinig slijtage.
Tegenwoordig worden glazen penpunten nog steeds geproduceerd, maar alleen voor gebruik bij kalligrafie. Ze zijn ook populair als sierobjecten voor decoratie.

## Vervaardiging
Glaspennen worden uit twee smalle glasstaafjes vervaardigt. Een ervan is gekleurd en versierd. Deze wordt later gebruikt om het handvat te vormen. De andere glazen staaf is meestal helder. Deze vormt de basis voor de penpunt. Eén uiteinde van elke staaf wordt verwarmd boven een glasblaaslamp. De blank glazen staaf wordt dan op het handvat geplaatst, tot een punt getrokken en van de blanke staaf afgescheiden.

## De term “Venetiaanse glaspen”
Waarom de glaspen vaak een Venetiaanse glaspen wordt genoemd, is onduidelijk. Hoewel er veel bronnen te vinden zijn die naar de ontwikkeling van de glaspennen in Murano bij Venetië in de 17e eeuw verwijzen, duidt de gelijkenis van de teksten in de verschillende bronnen erop dat alle bronnen naar elkaar verwijzen. Hun oorsprong blijft onduidelijk. Mogelijk probeerden glasblazers in Murano glaspennen te vervaardigen. Een andere mogelijkheid is echter dat Murano slechts als merknaam werd gebruikt, aangezien Murano een bekend centrum van de Europese glasindustrie was, maar glaspennen misschien nooit in Murano zelf werden geproduceerd.
Desondanks kan worden vastgesteld dat de term “Venetiaanse glaspen” nu een algemene term is geworden, die verwijst naar schrijfinstrumenten van glas, of ze nu afkomstig zijn uit Venetië of niet.